# Kemosabe Records
A Kemosabe Records amerikai lemezkiadó, mely a Sony Music Entertainment része. Központja Los Angelesben, Kaliforniában van.

## Története
2011 novemberében a Sony Music Entertainment Dr Luke Gottwald zeneszerzővel közösen hozta létre a Kemosabe Records kiadót. A cég közösen ad ki felvételeket a Sony Music Entertainmenttel, de 2016-ig csak a Sony Music kiadóval szerződést kötött előadóknak készített felvételeket. 2017-ben Kesha énekesnő nemi erőszakkal vádolta a producert, és a Sony ezáltal elhatárolódott tőle. 2017. április 26. óta a Kemosabe Records honlapját már nem lehet elérni. Az RCA és Sony Music weboldalán a Kemosabe eltávolításra került a labelek listájából, bár még mindig a Sony tulajdonában van.
2017 áprilisában bejelentették, hogy már nem Gottwald a Kemosabe aktív vezérigazgatója. A benyújtott bírósági iratok szerint a Kemosabe teljes egészében a Sony Music Entertainment tulajdonában áll, és Gottwaldnak nincs hatásköre.

## Előadók
- Becky G (közös amerikai megállapodás az RCA Records-szal)[8]
- Juicy J (közös amerikai megállapodás az Epic Records & Columbia Records-szal)
- Kesha (közös amerikai megállapodás az RCA Records-szal)
- LunchMoney Lewis (közös amerikai megállapodás a Columbia Records-szal)
- Lil Bibby (közös amerikai megállapodás az RCA Records-szal)
- Elliphant (közös amerikai megállapodás a TEN Music Group-pal)
- Rock City (közös amerikai megállapodás az RCA Records-szal)
- Paper Route[9]
- Doja Cat (közös amerikai megállapodás az RCA Records-szal)

## Diszkográfia
- Scrat – 2002 (2012. július 27.)
- Kesha – Warrior (2012. december 4.)
- Kesha – Deconstructed (2013. február 5.)
- Plush – The Origin of Love (2013. május 21.)
- Becky G – Play It Again (2013. július 16.)
- Various Artists – Music from and Inspired by The Smurfs 2 (2013. július 23.)
- Juicy J – Stay Trippy (2013. augusztus 27.)
- Elliphant – Look Like You Love It (2014. április 1.)
- Plush – The Remixes (2014. április 1.)
- G.R.L. – G.R.L. (2014. július 29.)
- Christian Burghardt – Safe Place to Land (2014. szeptember 9.)
- Scrat – Scrat (2014. szeptember 11.)
- Yelle – Complètement fou (2014. szeptember 29.)
- Elliphant – One More (2014. október 13.)
- LunchMoney Lewis – Bills (2015. április 21.)
- Yelle – Complètement fou (Remix) (2015. július 24.)
- Scrat – Under My Skin (2015. augusztus 2.)
- Sophia Black – Sophia Black (2015. augusztus 21.)
- The Saint Johns – Open Water (2015. augusztus 24.)
- Rock City – What Dreams Are Made Of (2015. október 9.)
- The Saint Johns – Dead of Night (2016. március 4.)
- Elliphant – Living Life Golden (2016. március 25.)
- Scrat – Achahol (2016. május 20.)
- Paper Route – Real Emotion (2016. szeptember 23.)
- Scratte – Machines (2016. október 11.)
- Kaelyn West – You Need To Go (2016. november 25.)
- Peaches - Enemiez (2017. január 14.)
- Lil Bibby – FC3: The Epilogue (2017. március 8.)
- Scrat – Larger Than Life (2017. április 7.)
- Scratte – El Dorado (2017. május 26.)
- Plush - The Clock is Tickin' (2017. június 6.)
- Kesha – Rainbow (2017. augusztus 11.)
- Scrat – Fettish (2017. október 6.)
- Starfire – Dangerous Woman (2017. december 20.)
- Kesha - High Road (2020. január 31.)